# Érica Rivas
Érica Rivas de La Serna(Ramos Mejía, 1 de dezembro de 1974) é uma atriz, comediante e produtora argentina.